# Wahlen in Uruguay 1999
Die Präsidentschafts- und Parlamentswahl in Uruguay 1999 fand am 31. Oktober (1. Wahlgang) und 28. November (Stichwahl) statt. Gewählt wurden der Präsident, der Vizepräsident, 30 Senatoren und 99 Abgeordnete.
Da keine Partei die absolute Mehrheit erreichte, fand am 28. November eine Stichwahl statt.
Jede Partei hatte ihren Kandidaten in den Vorwahlen zur Präsidentschaftswahl in Uruguay 1999 im April gewählt.

## Ergebnis

Mandate nach Departamentos

| Parteien                | Parteien                              | Kandidaten                   | 2. Wahlgang | 2. Wahlgang | 1. Wahlgang | 1. Wahlgang | Mandate | Mandate |
| Parteien                | Parteien                              | Kandidaten                   | Stimmen     | %           | Stimmen     | %           | Kammer  | Senat   |
| ----------------------- | ------------------------------------- | ---------------------------- | ----------- | ----------- | ----------- | ----------- | ------- | ------- |
|                         | Partido Colorado                      | Jorge Batllegewählt          | 1.158.708   | 54,0        | 703.915     | 32,8        | 33      | 10      |
|                         | Encuentro Progresista – Frente Amplio | Tabaré Vázquez               | 981.778     | 45,7        | 861.202     | 40,1        | 40      | 12      |
|                         | Partido Nacional                      | Luis Alberto Lacalle Herrera |             |             | 478.980     | 22,3        | 22      | 7       |
|                         | Nuevo Espacio                         | Rafael Michelini             |             |             | 97.943      | 4,6         | 4       | 1       |
|                         | Unión Cívica                          | Luis Pieri                   |             |             | 5.109       | 0,2         | –       | –       |
| Gesamt                  | Gesamt                                | Gesamt                       | 2.140.486   | 100         | 2.147.149   | 100         | 99      | 30      |
|                         |                                       |                              |             |             |             |             |         |         |
| Quelle: Corte Electoral |                                       |                              |             |             |             |             |         |         |

| Wahl zur AbgeordnetenkammerInsgesamt 99 Sitze - EP-FA: 40 - NE: 4 - PC: 33 - PN: 22 | Wahl zum SenatInsgesamt 30 Sitze - EP-FA: 12 - NE: 1 - PC: 10 - PN: 7 |